# 남북해운합의서
남북해운합의서는 비교적 최근인 지난 2005년8월10일 채택됐으며, 남북한이 항구를 개방하고 특히 남한은 제주해협을 북한 상선에게 개방하며 이에 따른 여러 가지 지켜야 할 규정들을 묶어놓은 합의서다. 이 합의서가 대량살상무기확산방지구상 PSI 문제와 관련해 거론되는 이유는 상대방 영해에서 군사활동, 잠수항행, 정보수집, 무기수송, 어로 등을 금지하고 있으며 이를 어겼을 때는 정선 및 검색을 하고 영해 밖으로 쫓아낼 수 있도록 규정하고 있기 때문이다.

## 평가
전문가들은 대량살상무기확산방지구상과 남북해운합의서의 차이를 다음과 같이 설명한다.
- 정보 수준의 문제 : 일단 PSI는 참가국이 많고, 참가국간에 정보교환이 이뤄진다. 반면에 남북해운합의서는 어디까지나 자체 정보를 기반으로 움직여야 한다. 그런데 정보가 정확해야 그걸 바탕으로 해서 정선 검색을 할 수 있는 것이지 ( 자체 정보만 가지고 한다면, 의심이 돼도 자신있게 정선, 검색을 하지 못하고 ) 그냥 보낼 수밖에 없는 것 아니냐.”
- 퇴거에 그치느냐 압류까지 하느냐 : 남북해운합의서 부속합의서 6항 ”다“에는 무기나 무기부품의 수송을 하지 못하게 돼 있고, 8항에 ”해당 선박에 대한 정지, 승선.검색“ 9항에 "관할해역 밖으로 나가도록 할 수 있다."고 명시돼 있다. 반면 PSI는 정선, 검색 뿐만 아니라 압류까지 할 수 있게 돼있다.
- 적용 범위 문제 : 해운합의서의 경우, 제목이 그러하듯 영향력은 영해에만 미친다. 그러나 PSI는 영해는 물론 영공, 공항, 항만 등 모든 영역에 걸쳐 영향력이 미친다.  또 해운합의서의 경우, 당연히 우리 영해에 대해서만 영향을 미친다. 물론, PSI도 전반적으로 얘기하자면, 국제해양법 정신에 따라서 공해상에서 국적기를 정선,검색할 수 없는 건 마찬가지다. 그러나 공해상에서도 PSI 참가국 국적선일 경우 동의하에 할 수 있고, 참가국 아니더라도 승선협정 체결된 국가일 경우 할 수 있으며, SUA수정안이 효력을 발생하게 될 때는 그 범위는 더 넓어질 수 있다.

참고로 국제법상 공해상에서 승선검색 가능한 예외는 무국적선박, 해적행위, 노예매매, 국기를 허위로 게양한 경우, 불법 라디오 방송을 하는 배 등이다.